# Liste d'espions
Vous trouverez ci-dessous trois listes d'espions célèbres. La première contient le nom d'espions et d'espionnes ayant réellement vécu ou en vie ; la seconde des personnes accusées injustement d'espionnage et la troisième contient le nom de personnages, soit de romans, soit de films, qui ont été espions pendant leur existence imaginaire.
Selon la terminologie des services de renseignement, il faudra distinguer :
- les officiers traitants, qui sont des fonctionnaires (civils ou militaires) chargés de recruter et de manipuler des agents, auxquels peuvent être associés également toutes les personnes travaillant dans un service de renseignement (cadres, analystes, direction)[1]
- les agents, qui fournissent à proprement parler les renseignements[1].

Les officiers de renseignement qui ont trahi seront considérés comme des agents, puisque c'est à cette dernière activité qu'ils doivent en général leur célébrité.

## Espions réels
Les espions sont recensés selon leur nationalité d'origine.

### Albanie

#### Agents
- Elyesa Bazna :

Agent travaillant pour l'Allemagne nazie pendant la Seconde Guerre mondiale. Infiltré dans l'ambassade de Grande-Bretagne en Turquie, il permit la fuite d'informations importantes. En avril 1944, il fut démasqué par une espionne britannique infiltrée dans l'ambassade allemande en Turquie, puis disparut en se fondant dans la population turque

### Allemagne

#### Fonctionnaires des services de renseignement
- Reinhard Gehlen :

Fondateur du Ghelen Org, ultérieurement intégré au service fédéral de renseignement allemand, il est considéré parmi les meilleurs organisateurs de services secrets.
- Markus Wolf :

Il était le chef de la Hauptverwaltung Aufklärung (HVA), le département du renseignement extérieur de la Stasi, redoutable service de renseignements est-allemand pendant la Guerre froide.

#### Agents
- Despina Storch :

Espionne ottomane probablement d'origine grecque suspectée d'avoir travaillé pour les empires allemand et ottoman pendant la Première Guerre mondiale.
- Wolfgang Lotz :

Agent double travaillant en Égypte pour le compte du Mossad, il a miné de façon notable le programme de missiles égyptiens. Il est surnommé le Champagne Spy, car il possédait des goûts luxueux.
- Jules C. Silber :

Cet Allemand travaillant au Royaume-Uni pendant la Première Guerre mondiale parvint à atteindre le rang d'assistant censeur au War Office et put ainsi faire parvenir des renseignements de la plus haute importance aux autorités allemandes.
- Thomas Lieven :

Banquier et espion malgré lui, il est le héros du roman On n'a pas toujours du caviar (écrit par Johannes Mario Simmel), un récit biographique romancé qui a connu un grand succès en Europe. Son nom est fictif mais le personnage a existé (Jacques Abtey).[réf. nécessaire]
- Klaus Fuchs :

Il était un agent travaillant au Royaume-Uni dans les années 1950 pour le compte de l'URSS. Il est surnommé l' « agent atomique anglais ».
- Günter Guillaume :

Conseiller personnel du chancelier allemand Willy Brandt, il était aussi un espion soviétique qui provoqua la chute du chancelier.

### Canada

#### Fonctionnaires des services de renseignement
- Lucien Dumais :

Militaire canadien-français, membre du MI9 et chef du réseau Shelburn, il permit entre les mois de janvier et août 1944 l'évasion vers le Royaume-Uni de 135 aviateurs alliés par les falaises bretonnes.
- Raymond Labrosse :

Militaire canadien-français, membre du MI9, responsable des communications entre le réseau Shelburn et les officiers de renseignement alliés.

### États-Unis

#### Fonctionnaires des services de renseignement
- James Angleton :

Responsable du contre-espionnage à la CIA de 1954 à 1974, il a mené une chasse aux espions de grande ampleur à l'intérieur de ce service.
- George H. W. Bush :

Avant de devenir président des États-Unis, il a été directeur de la CIA entre 1976 et 1977.
- William Casey :

Il a commencé sa carrière d'agent de renseignements avec l'OSS. Après une longue absence du monde de l'espionnage, 35 ans, il devient directeur de la célèbre CIA.
- William Colby :

Vétéran de l'OSS, il participe à la création de la CIA et en devient le directeur en 1973.
- Allen Dulles :

Directeur de la CIA.
- Francis Gary Powers :

Pilote d'avion-espion U-2, il est fait prisonnier par les Soviétiques pendant la guerre froide.

#### Agents
- Belle Boyd :

Fervente sudiste, elle espionnait les mouvements nordistes lors de la Guerre de Sécession.
- Julius Rosenberg :

Il a révélé plusieurs secrets nucléaires américains aux Soviétiques. Son procès et son exécution ont fait les gros titres à l'époque.
- Aldrich Ames :

Officier à la division bloc de l'est de la CIA, il a vendu les secrets de celle-ci aux Soviétiques à partir de 1985, jusqu'à ce que le FBI l'arrête en 1994.
- Rosario Ames :

Épouse et complice d'Aldrich Ames.
- Robert Hanssen :

Spécialiste du contre-espionnage au FBI, il est devenu un agent au service des Soviétiques puis des Russes, de 1979 à 2001.
- Larry Wu-tai Chin :

Traducteur en langues chinoises pour le compte de la CIA, il a vendu des documents classifiés à la République populaire de Chine de 1952 à 1985.
- Lydia Darragh :

Espionne au service des Patriotes pendant la guerre d'indépendance des États-Unis

### France

#### Fonctionnaires des services de renseignement
- Jacques Bergier :

Il fit partie du BCRA (Bureau central de renseignements et d'action ; le futur SDECE) jusqu'en 1950, au sein duquel il dirigea la branche française du CIOS (Centre interarmées de contre-espionnage allié). Il participa ainsi à la MIST (Mission d'information scientifique et technique) rattachée au CIOS, pour des missions secrètes en Allemagne juste après la Seconde Guerre mondiale, afin d'interroger des savants atomistes et de trouver des armes secrètes utilisant de l’eau lourde. Il fit également partie des services de contre-espionnage britanniques.
- Bob Maloubier :

Agent du SDECE, il participa à la création des premières unités de nageurs de combat au sein des services secrets français.
- Philippe Rondot :

Ayant travaillé à la fois pour la DST et la DGSE, ce général français à la retraite depuis 2005 a effectué plusieurs opérations importantes pour le compte de l'État.

#### Agents
- Chevalier d'Éon :

Il s'est déguisé en femme, une couverture exceptionnelle dans les annales de l'espionnage, pour accomplir certaines de ses missions pour le Secret du Roi.
- Voltaire :

Il était un «Honorable Correspondant » de Louis XV (Secret du Roi) auprès de Frédéric II (ou l'inverse)[réf. nécessaire]
- Albert Londres :

Journaliste et  agent secret par patriotisme, il travailla pour le gouvernement français notamment en URSS.
- Hans-Thilo Schmidt :

Fonctionnaire allemand, agent du Service de Renseignement (SR) français, connu pour avoir trahi les secrets d'Enigma.
- Patrick Denaud :

Journaliste et écrivain, agent de la DGSE de 1994 à 2002.
- Gilbert Renault :

Connu sous le nom de Colonel Rémy, il fut l'un des plus fameux agents secrets de la France occupée pendant la Seconde Guerre mondiale.
- Marcel Jaurant-Singer :

(né en 1921) fut pendant la Seconde Guerre mondiale un agent secret français du Special Operations Executive.
- Violette Morris :

Invitée d'honneur d'Adolf Hitler lors des Jeux olympiques d'été de 1936, elle profita de sa présence pour livrer à l'Allemagne nazie une partie des plans de la ligne Maginot et une liste des points stratégiques de Paris.
- Marc Aubert :

Démasqué par le SR français de G. Schlesser et P. Paillole en 1938, cet officier de marine fut fusillé à Toulon, le 6 mars 1939, pour trahison. L'histoire veut qu'il ait été séduit par une prostituée qui travaillait pour l’Abwehr.
- Georges Pâques :

Ce haut fonctionnaire français a transmis de nombreuses analyses au KGB. Démasqué en 1963, il est condamné à la prison à perpétuité, peine ensuite commuée en 20 ans de prison, avant d'être finalement gracié par le président Georges Pompidou.
- Jean de La Chevardière de La Grandville

Ce haut fonctionnaire français a transmit à la CIA de nombreuses informations concernant les décisions du Général de Gaule pour la place de la  France au sein de l'OTAN pendant les années 60.
- Francis Temperville :

Travaillant au centre d'études militaires de Limeil du CEA, il a vendu des secrets nucléaires français au KGB, puis à son successeur, le SVR.
- Charles Louis Schulmeister :

« Le maître espion » de Napoléon Ier. Né dans le pays de Bade, il maîtrise parfaitement l'allemand, ce qui lui permet de s'infiltrer, il pourrait être l'artisan de la reddition du général Mack à Ulm en 1805. Homme de confiance de l'empereur, il est chargé des missions les plus secrètes.
- Claude Moniquet

Franco-belge, il fut longtemps journaliste à Paris, notamment à L'Express et au Quotidien de Paris mais travailla aussi beaucoup comme agent de la DGSE.

### Irlande

#### Agents
- Elizabeth Mernin

### Israël

#### Fonctionnaires des services de renseignement
- Avshalom Feinberg :

Il était l'un des espions et fondateurs du groupe d'espionnage Nili.
- Isser Harel:

Considéré comme le « père » du Mossad, il captura le nazi Adolf Eichmann.
- Yitzhak Shamir :

Il était directeur du Mossad, avant de devenir premier ministre d'Israël.
- Azzam Azzam :

ingénieur, né en Israël et d’origine druze, accusé d'espionnage en Égypte pour le compte d'Israël.

#### Agents
- Eli Cohen :

Il était un important espion israélien ayant fait l'objet d'un film et de plusieurs livres. Travaillant en Syrie sous le nom de Kamel Amin Taabat, il a grimpé tous les échelons du gouvernement avant d'être démasqué par l'espion égyptien Raafat Al-Haggan.

### Liban

#### Agents
- Ali al Jarrah: .

Libanais ayant travaillé pour le mossad, notamment avec l'aide de son frère Yusuf. Il a en particulier surveillé les activités de l'OLP et du Hezbollah. C'est lui qui a donné les informations permettant l'assassinat à Malte en 1995 du chef du Jihad Islamique palestinien Fathi Chakaki, il a participé au repérage pour l'assassinat de Imad Moughniyah, important membre du Hezbollah tué à Damas le 12 février 2008. Il a également fait les repérages pour l'assassinat à Tartous du général Mohammed Souleimane bras droit de Bachar el-Assad, le 2 aout 2008. Mais Ali et Yusuf sont arrêtés par les forces spéciales du Hezbollah en juillet 2008, puis remis aux forces de sécurité libanaise en novembre. Ils encourent la peine de mort. Ali et Yusuf al Jarrah sont les frères d'Assem et Refet al Jarrah. Ces deux hommes ont travaillé pour l'OLP, puis comme agents doubles au sein de la STASI est-allemande pour le compte des services secrets libyens. Après la fin de la guerre froide, resté en Allemagne, Assem et Refet intègrent Al-Qaïda. Ils intègreront dans le mouvement leur neveu Ziad en 1995. Ziad al Jarrah serait (...) le pilote du vol 93 qui s'est écrasé en Pennsylvanie le 11 septembre 2001.[réf. nécessaire]

### Royaume-Uni

#### Fonctionnaires des services de renseignement
- Stewart Menzies :

Agent de terrain pendant la première guerre mondiale, il est envoyé en Espagne pour débusquer et exécuter un agent allemand qui n'est autre que Wilhelm Canaris. Devenu chef des services secrets britanniques en 1939, ils les modernise et en fera un des principaux artisans de la victoire. Il est probablement le modèle de "M" pour Ian Flemming.
- Robert Baden-Powell :

Avant de fonder l'association des scouts qui le rendrait fameux, il était officier pour les services secrets britanniques à la fin du XIXe siècle.
- Paul Dukes :

Chef des services secrets britanniques en Russie au début du XXe siècle, il était passé maître dans l'art du déguisement.
- Ian Fleming :

Avant d'être le « père » du célèbre James Bond, il était officier de renseignement au British Department of Naval Intelligence (en), Royal Navy.
- Sidney Reilly :

Travaillant pour le SIS britannique (organisation chapeautant le MI6), il était considéré comme leur meilleur agent au début du XXe siècle. Pour créer le personnage de James Bond, Ian Fleming s'en est fortement inspiré.
- David Shayler :

Officier du MI5, puis du MI6, il finit par protester publiquement contre l'instrumentalisation de la menace représentée par Al Qaida par le gouvernement britannique.
- Lady Stella Rimington :

Première femme à diriger le MI5, elle a été une actrice de premier plan dans le conflit nord-irlandais.
- Francis Walsingham :

Fondateur du premier service de renseignements digne de ce nom, il permit à Élisabeth Ire d'Angleterre de déjouer plusieurs complots.

#### Agents
- Odette Samson :

Cette Britannique est célèbre pour les poupées qu'elle a confectionnées, alors qu'elle était détenue dans un camp de concentration de l'Allemagne nazie.
- Les « Cinq de Cambridge » :
  - Donald Maclean
  - Guy Burgess
  - Kim Philby
  - Anthony Blunt
  - John Cairncross

Ces agents doubles travaillant au Royaume-Uni pour le compte de l'URSS ont miné la confiance des Britanniques dans le MI6 pendant des décennies.
- George Blake :

Né le 11 novembre 1922 à Rotterdam, George Blake était un agent double travaillant au Royaume-Uni pour le compte de l'Union soviétique. Démasqué, jugé et condamné à 42 ans de détention, il fut emprisonné, mais réussit à s'enfuir de la prison Wormwood Scrubs en 1966. Il se réfugia en URSS. Il est l'un des agents qui a miné la confiance des britanniques dans le MI6 pendant des décennies.

### Russie (incluant URSS)
- Catégories des personnels des services spéciaux russes

#### Hauts fonctionnaires et dirigeants
- Félix Dzerjinski :

Chef de la Tchéka russe, il est l'une des figures emblématiques de la révolution russe.
- Iouri Andropov :

Il s'agit d'un ancien chef du KGB qui est devenu Secrétaire général du parti communiste de l'Union soviétique pendant un court laps de temps.
- Vladimir Zaverchinsky :

Il s'agit d'ancien premier adjoint au directeur du SVR
- Youri Drozdov :

ancien Directeur adjoint de la première direction générale du KGB (des renseignements extérieurs, devenue le service des renseignements extérieurs de la fédération de Russie) et directeur de la Direction "S" (les "illégaux") de 1979 à 1991.
- Oleg Kalouguine :

Ancien général du KGB et condamné par défaut à 15 ans de prison pour divulgation de secret d'État, il est en 2006 membre du conseil de direction du musée international de l'espionnage.
- Liste des dirigeants des services de renseignements extérieurs soviétiques et russes
- Administration centrale du Service des renseignements extérieurs de Russie

#### Officiers de carrière (fonctionnaires)des services de renseignement
- Wilhelm Fisher :

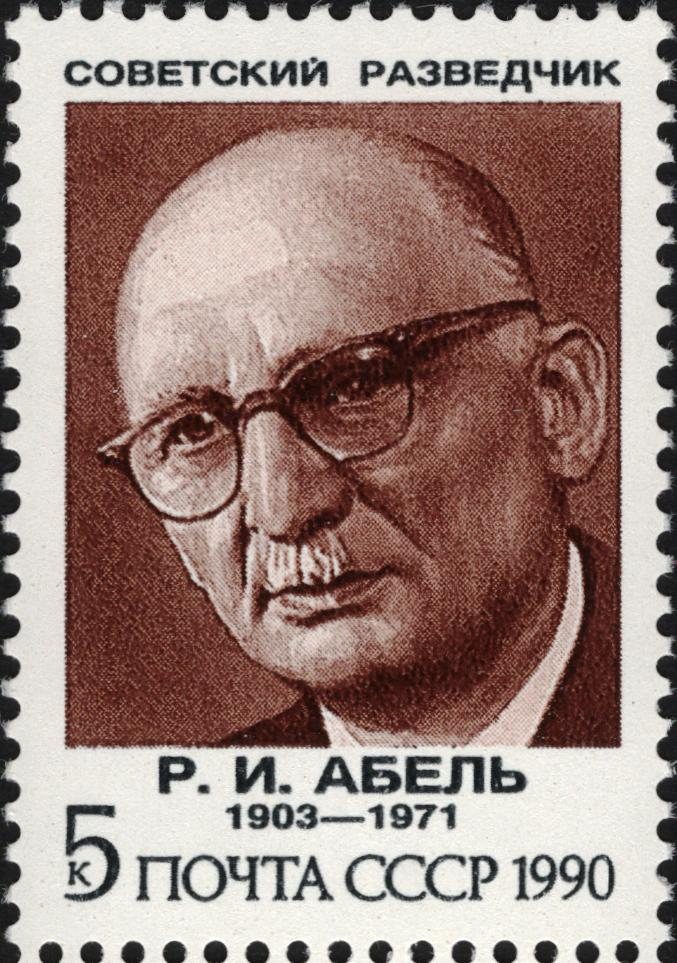
Wilhelm Fischer

Chef du réseau d'espionnage soviétique aux États-Unis, le FBI l'arrête en 1957. Fischer usurpe l'identité d'un collègue Rudolf Abel mort en 1955.
- Mikhaïl Lioubimov :

Colonel du KGB, espion et chef des sections du KGB au Royaume-Uni et au Danemark pendant la guerre froide.
- Vassili Mitrokhine :

- Konon Molody :

- Vladimir Poutine :

Ancien officier opérationnel des services territoriaux du KGB à Léningrad, en mission en RDA de 1985 à 1990, directeur du FSB (successeur du KGB) de 1998 à 1999, puis président de la fédération de Russie de 2000 à 2008 (2 mandats), puis premier ministre de 2008 à 2012, puis à nouveau président depuis mai 2012.
- Richard Sorge :

Officier de renseignement soviétique d'origine allemande, il a espionné le Japon pendant la Seconde Guerre mondiale. Il est célèbre dans le monde de l'espionnage, car il a produit un matériau de première importance, tout en espionnant sous son vrai nom dans un Japon fortement militarisé et censuré.

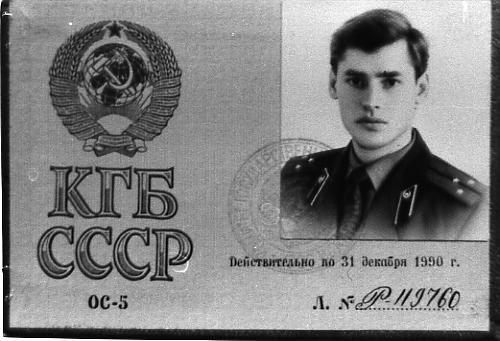
Carte de membre du KGB de Sergueï Jirnov, 1987.

- Sergueï Jirnov :

commandant, ancien officier supérieur du Service des "illégaux" russe et soviétique, le premier espion soviétique et russe à avoir poursuivi en justice le service des renseignements extérieurs de la fédération de Russie pour la non remise du diplôme d'espion de l'Institut du Drapeau rouge du KGB; poursuivi en Russie pour la divulgation de secrets d'État dans les articles sur Internet, a été contraint en 2001 de s'exiler en France où il a reçu le statut de réfugié politique selon la Convention de Genève 1951.

#### Agents
- Oleg Gordievsky :

Colonel du KGB. Chef de l'antenne du KGB à Londres, il fit défection pour le Royaume-Uni en juillet 1985. Il devint ainsi le transfuge le plus haut gradé du KGB.
- Oleg Penkovsky :

Colonel du GRU, il a révélé une multitude de secrets sur les armes nucléaires russes et le GRU. Arrêté par ses compatriotes, son procès fut surtout un spectacle à grand déploiement.
- Piotr Popov :

Agent soviétique qui a espionné pour le compte de la CIA dans les années 1950
- Adolf Tolkachev :

Agent soviétique qui a espionné pour le compte de la CIA dans les années 1980, il a livré maintes informations stratégiques sur l’URSS (voir (en) ).
- Vladimir Vetrov :

Connu sous le pseudonyme de Farewell, il a livré à la France des documents sur les activités du KGB en Occident.
- Alexandre Zaporojsky :

- Liste d'agents doubles présumés du SVR

### Autres pays

#### Fonctionnaires des services de renseignement
- Ghazi Kanaan :

Ex-chef des services de renseignements syriens au Liban, il est soupçonné d'être impliqué dans le meurtre de Rafiq Hariri, ex-Premier ministre libanais.
- Leopold Trepper :

Né en Pologne, il était l'un des chefs de l'Orchestre rouge pendant la Seconde Guerre mondiale

#### Agents
- Elyesa Bazna, surnommé Cicéron :

Valet de chambre de l'ambassadeur britannique en Turquie, il vendit les secrets britanniques en 1943 et en 1944 aux nazis.
- Giacomo Casanova :

Espion du Grand Conseil de Venise, il aurait également travaillé pour le compte d'autres puissances, avec plus ou moins de succès.
- Raafat Al-Haggan (arabe : رأفت الهجّان) :

espion égyptien actif en Israël sous le nom de Jack Beton, il a découvert l'identité d'Eli Cohen.
- Mata Hari :

Elle était soupçonnée d'espionnage par les Français lors de la Première Guerre mondiale. Étant danseuse menant grand train, cet évènement fit sensation à l'époque.
- Ryszard Kukliński :

Colonel de l'armée de la République polonaise populaire, il a collaboré avec la CIA en passant des informations sur les plans du Pacte de Varsovie contre l'Ouest, entre autres des plans d'attaque nucléaire et l'état de guerre en Pologne en 1981.
- Dagmar Lahlum :

Espionne et résistante norvégienne, compagne d'Eddie Chapman.
- Gabrielle Petit :

Espionne alliée belge.
- Olaf Reed Olson :

Il était un agent norvégien qui espionnait les nazis dans son propre pays pour le compte du MI6 lors de la Seconde Guerre mondiale.
- Dusko Popov :

Il était un agent serbe double, ou triple selon certains, qui a surtout travaillé en Europe. Pour créer le personnage de James Bond, Ian Fleming s'en est fortement inspiré.
- Alfred Redl :

À la tête des services secrets autrichiens au début du XXe siècle, il vendit les secrets de son service aux Russes, mais fut découvert.
- Gabrielle Richet :

Infirmière belge recrutée par le service de renseignement pendant la Première Guerre mondiale. Arrêtée en 1916 elle est détenue à la prison de Sieburg puis dans celle de Delitzsch.
- Charles Schulmeister :

Badois d’origine, il était espion pour le compte de Napoléon Ier.

## Personnes accusées à tort d’espionnage
- Alfred Dreyfus, accusé d'avoir livré des secrets militaires français, condamné pour espionnage en 1894. Le capitaine Dreyfus n'était pas un espion et a été réhabilité et réintégré dans l'armée française en 1906, après une importante polémique.

- Les accusés des procès de Moscou qui se tinrent de 1936 à 1938, furent presque tous accusés d'espionnage au service de l'Allemagne nazie, de la Tchécoslovaquie ou d'autres services secrets. Il s'agit de Grigori Zinoviev, Lev Kamenev, Gueorgui Piatakov, Karl Radek, Alexeï Rykov et Nikolaï Boukharine pour les principaux accusés.

## Espions de fiction
Plusieurs espions dépeints dans des romans, des films ou des séries télévisées ont parfois existé, mais leur description est souvent éloignée de la réalité. Pour cette raison, ils sont présentés comme imaginaires.
- Spy Kids : un frère et une sœur espions, à peine âgés d'environ treize et onze ans, exécutent des missions pour l'OSS, avec leurs parents agents secrets.
- Cody Banks : espion adolescent dans le film Cody Banks, agent secret.
- James Bond : la franchise de films qui porte son nom, tout comme les romans rédigés par Ian Fleming, en ont fait une célébrité mondiale.
- Jason Bourne : héros de la Mémoire dans la peau, roman porté au grand écran, et de la saga qui suit.
- Derek Flint : espion américain, joué par James Coburn dans les films Notre homme Flint et F comme Flint.
- Cinnamon Carter : femme des Missions impossibles.
- Barney Collier : technicien de génie des Missions impossibles.
- John Drake : héros de la série Destination Danger, il est au service de l'OTAN dans la première saison puis du MI9 dans les suivantes.
- Rollin Hand : le manipulateur attitré des Missions impossibles.
- Illya Kuryakin : un des personnages principaux de la série télévisée Des agents très spéciaux (The Man from U.N.C.LE).
- M : il est le chef du service où travaille James Bond.
- Malko Linge : héros de la série SAS.
- Malotru : alias Guillaume Debailly ou Paul Lefebvre, est le héros de la série télévisée Le Bureau des légendes.
- Milady de Winter : travaille pour le compte du cardinal de Richelieu, tout en s'opposant aux Trois Mousquetaires.
- Charly Muffin : héros de romans d'espionnage et d'un téléfilm, c'est un agent du MI6 au cœur de la guerre froide. Comme Harry Palmer (voir plus loin), issu d'une classe sociale modeste, il est mal considéré par les aristocrates qui dirigent les services secrets.
- Numéro 6 : ses tentatives d'évasion dans la série télévisée le Prisonnier l'ont rendu célèbre dans les mondes anglo-saxon et francophone. Certains indices laissent à penser que le Numéro 6 n'est autre que John Drake (Destination Danger).
- OSS 117 : personnage principal de romans d'espionnage dans une série du même nom, il est aussi le personnage principal de nombreux films.
- Harry Palmer : sous-officier britannique en garnison en Allemagne, a été contraint de travailler pour les services secrets après avoir détourné de l'argent de l'armée. Anti-héros, apparemment mal considéré par ses supérieurs, se fiant à son instinct plus qu'au règlement, il est efficace et doué d'une capacité de survie.
- Jim Phelps : chef de mission pour effectuer des Missions impossibles.
- Austin Powers : personnage fantasque de films.
- Q : il est l'inventif responsable de la section des gadgets du service où travaille James Bond.
- Sidney Reilly : objet de maints feuilletons télévisés, tout comme de romans.
- Jack Ryan : héros des romans d'espionnage de Tom Clancy et de films tirés de ces romans (À la poursuite d'Octobre rouge, Danger immédiat...).
- Napoléon Solo : un des personnages principaux de la série télévisée Des agents très spéciaux (The Man from UNCLE)
- George Smiley : personnage récurrent de trois romans de John le Carré. À l'opposé de James Bond, il est l'archétype du chef de service : vieil analyste, intellectuel et désabusé.
- Alex Rider : héros des romans de Anthony Horowitz transformé en espion junior de 14 ans embauché par le MI6.
- Alexander Wolff : personnage créé par le romancier anglais Ken Follett. Wolff apparaît dans Le Code Rebecca et fournit des renseignements à Erwin Rommel, pendant la seconde guerre mondiale. Le roman est tiré de faits réels.
- Max Otto von Sti(e)rlitz : Штирлиц, "illégal" soviétique infiltré au service des renseignements extérieurs (VIe département du Reichssicherheitshauptamt du IIIe Reich) , alias Maxim Maximovitch Isayev, personnage des livres de Julian Semenov dont Les 17 Moments du printemps porté à l'écran en 1973 par Tatiana Lioznova (Dix-sept Moments de printemps) et joué par Viatcheslav Tikhonov.
- Alexeï Fédotov alias Heinrich Ekkert : personnage du film Exploit d'un éclaireur Подвиг разведчика (фильм) (ru) (1948, studios de Kiev) joué par une star du cinéma soviétique Pavel Kadotchnikov (le film préféré de Vladimir Poutine)[réf. nécessaire].
- Sam Fisher : personnage principal de la série de jeux vidéo des Splinter Cell, il travaille pour la NSA, supervisé par Irving Lambert, jusqu’à la fin du quatrième opus de Splinter Cell.
- Solid Snake : héros principal d'une série de jeux vidéo, Metal Gear, créée par le Japonais Hideo Kojima en 1987. Snake est un commando d'élite surentraîné, expert en infiltration.
- XIII : personnage de la bande dessinée du même nom, créée par Jean Van Hamme et William Vance.
- Evelyn Salt : personnage central du film Salt, joué par Angelina Jolie, agent de la CIA et agent dormant d'une organisation pro-soviétique, qui se retourne contre ces derniers, restant fidèle aux États-Unis, devenant ainsi un agent triple.
- Sarah Walker : personnage de la série Chuck, joué par Yvonne Strahovski, agent de la CIA.
- Chuck Bartowski : personnage de la série Chuck, joué par Zachary Levi, agent de la CIA, Intersecret.
- John Casey : personnage de la série Chuck, joué par Adam Baldwin, agent de la NSA.
- Vincent Libérati : personnage créé par Luc Besson, il mène une double-vie dans la série No Limit de TF1.
- Steve Trevor : espion au service des américains  de la Première Guerre mondiale dans Wonder Woman. Il est l’amant de Diana.
- Sydney Bristow : personnage principal de la série d’espionnage Alias, interprétée par Jennifer Garner.
- Langelot : personnage de la série éponyme par le Lieutenant X, lui-même ancien agent des services de renseignement français[réf. nécessaire] et expert en désinformation.
- Ethan Hunt : personnage principal des films Mission: impossible.